# Abolqasem Salavati
Abolqasem Salavati, né vers 1962 ou le 16 juillet 1967 à Touyserkan (en) (Iran), est un juge et tortionnaire iranien, chef de la 15e chambre du tribunal islamique révolutionnaire de Téhéran depuis 2009. Il se fait connaître en 2022 en réprimant les manifestations consécutives à la mort de Mahsa Amini. Il est accusé de nombreux actes de torture par des ONG et avocats spécialistes des droits de l'Homme.

## Carrière
Il participe à la guerre Iran-Irak en 1987 en tant que milicien (Bassidj), durant laquelle il est blessé.
En 1986, il rejoint la police judiciaire de la province du Kurdistan. En 1991, il est nommé procureur et juge dans la ville de Sanandaj, bien qu'il n'ait jamais étudié le droit,.
En 2009, après la réélection contestée de Mahmoud Ahmadinejad au poste de président de la république islamique d'Iran, il devient chef de la 15e chambre du tribunal islamique révolutionnaire de Téhéran, une juridiction d'exception traitant des affaires les plus graves,. Il se distingue rapidement par son usage systématique de la torture pour obtenir des aveux, voire de violences sexuelles, y compris sur des mineurs, selon Richard Sédillot, porte-parole d'Ensemble contre la peine de mort. Il devient alors le bras armé du régime pour réprimer l'opposition. À la chambre qu'il dirige, il est connu pour ses audiences expéditives où ni les accusés ni leur défense n'ont droit à la parole et où il rend seul les verdicts, sans jury,.
En 2012, il condamne à mort par pendaison Amir Hekmati (en), accusé d'être mohareb (en guerre contre Dieu) et "corrompu sur terre", accusations très vagues qu'il réitère en 2020 à l'encontre de Rouhollah Zam, fils d'un dignitaire du régime réfugié en France, lui aussi pendu,.
En 2013, il condamne le physicien Omid Kokabi, accusé de coopération avec un pays hostile (les États-Unis, où il a étudié) à dix ans de prison. La vraie raison semble être qu'il avait refusé de coopérer avec les universités militaires du régime.
Pendant le soulèvement de 2022, il fait condamner à mort Mohsen Shekari (fa), âgé de 23 ans, accusé d'être mohareb. En réalité, le jeune homme est condamné pour avoir blessé un milicien Basidji. Avant son exécution, on le force à enregistrer une confession. Son corps n'est pas rendu à sa famille.
Le 14 janvier 2023, il provoque l'indignation de la communauté internationale et notamment de l'Occident en condamnant à mort l'homme politique irano-britannique Alireza Akhbari. Celui-ci a avoué sous la torture avoir fourni des renseignements aux services secrets britanniques (MI6),. D'après L'Atlas des prisons iraniennes de l'ONG « United for Iran », il aurait prononcé au total 34 condamnations à mort.

## Controverses
Il est sous le coup de sanctions de l'Union européenne, qui l'a placé sur liste noire en 2011, et des États-Unis depuis 2019,.

## Vie privée
Il a deux enfants, un fils et une fille, qui vit à l'étranger. Il est veuf depuis le décès de sa femme, Parvin Shiri, le 17 décembre 2023, après avoir à 40 ans pris sa retraite de l’université où elle travaillait, pour cause de maladie mentale, puis passé neuf ou dix ans dans un hôpital psychiatrique.
Début janvier 2023, une rumeur à Téhéran prétend qu'il a été assassiné à son domicile. La rumeur est démentie par un communiqué officiel.